# April Rain
April Rain is het tweede album van de Nederlandse metalband Delain.

## Geschiedenis en beschrijving
De eerste single, het titelnummer April Rain, verscheen in februari 2009. De officiële clip van dit nummer stond op 16 maart op de officiële website. Vanaf 13 maart was het album online te beluisteren op de website ven platenmaatschappij Roadrunner Records. Het album verscheen op 20 maart 2009 in de Benelux en op 30 maart internationaal.
In vergelijking met het debuutalbum Lucidity, dat het resultaat was van een project van Martijn Westerholt, is het aantal gastartiesten beperkt. In twee nummers zingt Marco Hietala (onder andere bekend van Nightwish) mee. In twee nummers speelt Maria Ahn van het Ahn Trio op de cello.

## Bandleden
- Charlotte Wessels - zang
- Ronald Landa - gitaar, zang, grunt (zang op track 3, grunt op track 6)
- Rob van der Loo - basgitaar
- Sander Zoer - drums
- Martijn Westerholt - keyboard

### Gastmusici
- Marco Hietala - zang (nummers 4 en 11)
- Maria Ahn - cello (nummers 5 en 6)
- Guus Eikens - gitaar (nummers 4, 5, 6 en 8)

## Nummers
1. April Rain - 4:36
2. Stay Forever - 4:26
3. Invidia - 3:47
4. Control the Storm (met Marco Hietala) - 4:12
5. On the Other Side (met Maria Ahn) - 4:09
6. Virtue and Vice - 3:55
7. Go Away - 3:35
8. Start Swimming - 5:19
9. Lost - 3:23
10. I'll Reach You - 3:29
11. Nothing Left (met Marco Hietala) - 4:39
12. Come Closer (digipak-bonustrack, bonustrack Japan) - 4:30
13. No Compliance (bonustrack Japan)

## Singles
- April Rain (9 februari 2009)

## Hitnotering
| "April Rain" in de Nederlandse Album Top 100 - binnen: 28-03-2009 | "April Rain" in de Nederlandse Album Top 100 - binnen: 28-03-2009 | "April Rain" in de Nederlandse Album Top 100 - binnen: 28-03-2009 | "April Rain" in de Nederlandse Album Top 100 - binnen: 28-03-2009 | "April Rain" in de Nederlandse Album Top 100 - binnen: 28-03-2009 | "April Rain" in de Nederlandse Album Top 100 - binnen: 28-03-2009 | "April Rain" in de Nederlandse Album Top 100 - binnen: 28-03-2009 | "April Rain" in de Nederlandse Album Top 100 - binnen: 28-03-2009 | "April Rain" in de Nederlandse Album Top 100 - binnen: 28-03-2009 | "April Rain" in de Nederlandse Album Top 100 - binnen: 28-03-2009 | "April Rain" in de Nederlandse Album Top 100 - binnen: 28-03-2009 | "April Rain" in de Nederlandse Album Top 100 - binnen: 28-03-2009 | "April Rain" in de Nederlandse Album Top 100 - binnen: 28-03-2009 |
| Week                                                              | 01                                                                | 02                                                                | 03                                                                | 04                                                                | 05                                                                | 06                                                                | 07                                                                |                                                                   | 08                                                                | 09                                                                | 10                                                                |                                                                   |
| ----------------------------------------------------------------- | ----------------------------------------------------------------- | ----------------------------------------------------------------- | ----------------------------------------------------------------- | ----------------------------------------------------------------- | ----------------------------------------------------------------- | ----------------------------------------------------------------- | ----------------------------------------------------------------- | ----------------------------------------------------------------- | ----------------------------------------------------------------- | ----------------------------------------------------------------- | ----------------------------------------------------------------- | ----------------------------------------------------------------- |
| Nummer                                                            | 14                                                                | 29                                                                | 51                                                                | 53                                                                | 63                                                                | 62                                                                | 88                                                                | uit                                                               | 68                                                                | 63                                                                | 78                                                                | uit                                                               |